# MTV Gifhorn
Der MTV Gifhorn oder lang Männerturnverein Gifhorn von 1861 e. V. ist mit etwa 2500 Mitgliedern der größte Sportverein im Landkreis Gifhorn. Es werden die Sportarten Basketball, Cheerleading, Fechten, Freizeitradeln, Fußball, Gesundheitssport, Gymnastik, Handball, Inline-Skating, Integrationssport, Judo, Kegeln, Kinderturnen, Laufen, Leichtathletik, Leistungsturnen, Modern- und Jazzdance, Rollkunstlauf, Schwimmen, Ski/Snowboard, Trampolinturnen, Volleyball, Walking/Nordic-Walking sowie Breitensport (verschiedene Gymnastik-Angebote) angeboten. Des Weiteren existiert eine Theatergruppe.

## Fußball
Die Fußballabteilung des MTV Gifhorns ist eine der erfolgreichsten Amateurmannschaften im Raum Braunschweig. Im Jahr 1970 erreichte man erstmals die viertklassige Verbandsliga Ost und spielte 34 Jahre im höheren Amateurbereich, bevor der MTV Gifhorn 2003/04 in die Landesliga (6. Liga) abstieg. Ein Neuaufbau ermöglichte den anschließenden Wiederaufstieg in der Saison 2005/06.
Die erfolgreichste Zeit erlebte der Verein in den 1970er und 1980er Jahren mit der zweimaligen Teilnahme am DFB-Pokal (Am 24. August 1979 gegen Bayer 04 Leverkusen 1:4 und am 4. August 1978 gegen FK Pirmasens 0:3) und dem Aufstieg in die drittklassige Oberliga Nord 1979. Vier Jahre später beendete man die Saison als bestplatzierte Amateurmannschaft Niedersachsens. Aus dieser Zeit stammt auch die bis heute gültige positive Punktspielbilanz gegen den Nachbarn vom VfL Wolfsburg.
In der Saison 1997/1998 wurde der MTV Gifhorn unter Trainer Wolf-Rüdiger Krause Meister der Niedersachsenliga Ost und stieg in die damalige Fußball-Oberliga auf. Im gleichen Jahr kürte sich die Mannschaft durch einen 2:0-Erfolg im Finale gegen den Meister der West-Staffel, Blau-Weiß Lohne, zum Niedersachsenmeister.
Die Spiele des MTV Gifhorn wurden bis 2005 im Gifhorner Sportzentrum Süd ausgetragen, wo man in der Blütezeit vor mehreren Tausend Zuschauern gegen Mannschaften wie Bayer 04 Leverkusen, Holstein Kiel oder FC St. Pauli antrat. Seit der Rückkehr in die Niedersachsenliga spielt man im „Sportpark Flutmulde“.
In der Saison 2007/08 wurde der MTV Gifhorn Meister der Niedersachsenliga Ost und trat in einer Relegationsrunde um den Aufstieg in die Regionalliga Nord an. Hier konnte sich der MTV zwar nicht durchsetzen, wurde aber durch einen Sieg gegen den Meister der Weststaffel, VfL Oldenburg, Niedersachsenmeister. In der darauf folgenden Saison 2008/09 belegte der MTV in der Niedersachsenliga Ost den 8. Platz.
In der Spielzeit 2009/10 verfehlte der MTV als Tabellenfünfzehnter der Oststaffel die Qualifikation für die neue eingleisige Niedersachsenliga, so dass die Gifhorner ab der Saison 2010/11 nur noch sechstklassig spielten. 2016 gelang der Wiederaufstieg in die Oberliga Niedersachsen. Vier Jahre später erreichte der MTV das Endspiel des Niedersachsenpokals der Amateure, verlor dieses jedoch gegen den MTV Eintracht Celle mit 2:3.

### Erfolge
- Teilnahme am DFB-Pokal: 1978/79, 1979/80
- Niedersachsenpokalsieger: 1978
- Niedersachsenmeister: 1998, 2008
- Meister der Verbandsliga (5. Liga): 1977, 1998, 2008
- Meister der Landesliga Braunschweig: 1990
- Bezirkspokalsieger: 1977, 1978, 2005

### Entwicklung seit 1970
| Saison  | Spielklasse                | Liga | Platz |
| ------- | -------------------------- | ---- | ----- |
| 1970/71 | Verbandsliga Ost           | 4    | 05.   |
| 1971/72 | Verbandsliga Ost           | 4    | 08.   |
| 1972/73 | Verbandsliga Ost           | 4    | 07.   |
| 1973/74 | Verbandsliga Ost           | 4    | 05.   |
| 1974/75 | Verbandsliga Ost           | 5    | 07.   |
| 1975/76 | Verbandsliga Ost           | 5    | 03.   |
| 1976/77 | Verbandsliga Ost           | 5    | 01. ▲ |
| 1977/78 | Landesliga Niedersachsen   | 4    | 06.   |
| 1978/79 | Landesliga Niedersachsen   | 4    | 03. ▲ |
| 1979/80 | Oberliga Nord              | 3    | 07.   |
| 1980/81 | Oberliga Nord              | 3    | 10.   |
| 1981/82 | Oberliga Nord              | 3    | 05.   |
| 1982/83 | Oberliga Nord              | 3    | 04.   |
| 1983/84 | Oberliga Nord              | 3    | 09.   |
| 1984/85 | Oberliga Nord              | 3    | 10.   |
| 1985/86 | Oberliga Nord              | 3    | 18. ▼ |
| 1986/87 | Verbandsliga Niedersachsen | 4    | 15. ▼ |
| 1987/88 | Landesliga Ost             | 5    | 03.   |
| 1988/89 | Landesliga Ost             | 5    | 02.   |
| 1989/90 | Landesliga Ost             | 5    | 01. ▲ |
| 1990/91 | Verbandsliga Niedersachsen | 4    | 16. ▼ |
| 1991/92 | Landesliga Ost             | 5    | 06.   |
| 1992/93 | Landesliga Ost             | 5    | 05.   |
| 1993/94 | Landesliga Ost             | 5    | 03. ▲ |
| 1994/95 | Niedersachsenliga Ost      | 5    | 03.   |

| Saison    | Spielklasse                   | Liga | Platz |
| --------- | ----------------------------- | ---- | ----- |
| 1995/96   | Niedersachsenliga Ost         | 5    | 05.   |
| 1996/97   | Niedersachsenliga Ost         | 5    | 03.   |
| 1997/98   | Niedersachsenliga Ost         | 5    | 01. ▲ |
| 1998/99   | Oberliga Niedersachsen/Bremen | 4    | 15. ▼ |
| 1999/2000 | Niedersachsenliga Ost         | 5    | 04.   |
| 2000/01   | Niedersachsenliga Ost         | 5    | 04.   |
| 2001/02   | Niedersachsenliga Ost         | 5    | 04.   |
| 2002/03   | Niedersachsenliga Ost         | 5    | 05.   |
| 2003/04   | Niedersachsenliga Ost         | 5    | 15. ▼ |
| 2004/05   | Landesliga Braunschweig       | 6    | 02. ▲ |
| 2005/06   | Niedersachsenliga Ost         | 5    | 03.   |
| 2006/07   | Niedersachsenliga Ost         | 5    | 06.   |
| 2007/08   | Niedersachsenliga Ost         | 5    | 01.   |
| 2008/09   | Niedersachsenliga Ost         | 5    | 08.   |
| 2009/10   | Niedersachsenliga Ost         | 5    | 15. ▼ |
| 2010/11   | Landesliga Braunschweig       | 6    | 09.   |
| 2011/12   | Landesliga Braunschweig       | 6    | 09.   |
| 2012/13   | Landesliga Braunschweig       | 6    | 06.   |
| 2013/14   | Landesliga Braunschweig       | 6    | 08.   |
| 2014/15   | Landesliga Braunschweig       | 6    | 05.   |
| 2015/16   | Landesliga Braunschweig       | 6    | 01. ▲ |
| 2016/17   | Oberliga Niedersachsen        | 5    | 07.   |
| 2017/18   | Oberliga Niedersachsen        | 5    | 12.   |
| 2018/19   | Oberliga Niedersachsen        | 5    | 13.   |
| 2019/20   | Oberliga Niedersachsen        | 5    | 10.   |

| Saison  | Spielklasse                                            | Liga | Platz |
| ------- | ------------------------------------------------------ | ---- | ----- |
| 2020/21 | Oberliga Niedersachsen (Staffel Hannover/Braunschweig) | 5    | 04.   |
| 2021/22 | Oberliga Niedersachsen (Staffel Hannover/Braunschweig) | 5    | 07.   |
| 2022/23 | Oberliga Niedersachsen                                 | 5    | 14. ▼ |
| 2023/24 | Landesliga Braunschweig                                | 6    | 14. ▼ |
| 2024/25 | Bezirksliga Braunschweig                               | 7    | 1.    |

## Trivia
Am 27. Januar 2024, im Spiel zwischen dem VfL Wolfsburg und dem 1. FC Köln, wurde Schiedsrichterassistent Thorben Siewer in der 14. Spielminute von einem Ball des Kölner Max Finkgräfe am Kopf getroffen. Nach der medizinischen Behandlung musste Siewer für den vierten Offiziellen Nicolas Winter ausgewechselt werden. Der sportliche Leiter und Torhüter des MTV Gifhorn, Tobias Krull, der eigentlich als Zuschauer im Stadion war und einen Schiedsrichterschein besitzt, ersetzte daraufhin den vierten Offiziellen.

## Persönlichkeiten (Auswahl)
- Werner Kieselbach[3]